# Феодосій Углицький
Феодо́сій (Теодо́сій) Мики́тович У́глицький (Святи́й Феодо́сій Черні́гівський) (30-ті роки XVII століття — 5 (15) лютого 1696) — Святий Православної Церкви, український церковний діяч періоду Руїни:
- ігумен Онуфріївського монастиря під Корсунем (1662—1664 р.р.),
- ігумен Видубицького монастиря у Києві (1664—1687 р.р.),
- намісник Київської митрополії (1678 — 80 р.р. XVII ст.),
- архимандрит Єлецького Успенського монастиря у Чернігові,
- архієпископ Чернігівський (1692—1696 р.р.).

Канонізований у 1896 р. Після ряду поневірянь мощі Святого спочивають у Троїцькому кафедральному соборі Чернігова.

## Дитинство та юність
Народився у 30-х р.р. XVII ст. на Поділлі (можливо, в містечку Уланів) у сім'ї священика Микити та Марії Углицьких — українських православних шляхтичів з роду Полоницьких-Углицьких. Ім'я, дане при народженні, невідоме. Серед родичів майбутнього святого було багато осіб духовного звання, тож виховувався він в дусі християнського благочестя.
Навчався у Києво-Могилянській Академії за ректорства Інокентія Гізеля (1648—1650 р.р.), Феодосія Софоновича (1650 р.) та Лазаря Барановича (1651—1655 р.р.). Його викладачами були також Йоанікій Галятовський, Єпифаній Славинецький та Арсеній Сатановський. Проте закінчити навчання не вдалося. Після захоплення Києва у 1651 р. внаслідок каральної експедиції проти Хмельницького литовським гетьманом Янушем Радзівілом навчання в Академії на деякий час припинилось.
Є відомості, що Феодосій Углицький перебував у війську Богдана Хмельницького разом із родичем (можливо, братом) Євстафієм Полоницьким, а також за кордоном, де продовжував освіту. У 1655 р. майбутній Святий повернувся додому на Поділля, де, очевидно, овдовів (що психологічно могло стати однією із причин майбутнього монашества). Одруженим він був ще раніше, бо на початку 60-х р.р. XVII ст. начебто видав свою доньку заміж за племінника гетьмана Лівобережної України Івана Брюховецького.

## Церковна діяльність

### Початок діяльності
Не пізніше 1658 майбутній Святий прийняв чернечий постриг у Києво-Печерській Лаврі під іменем Феодосія — на честь Св. Феодосія Печерського. У 1658 р. висвятився на ієродиякона та служив у Софійському соборі.
Незабаром київський митрополит Діонісій (Балабан) призначив Феодосія Углицького намісником митрополичого кафедрального дому. Але майбутній Святий, прагнучи абстрагуватися від мирської суєти і цілком присвятити себе духовному служінню, покинув Київ і оселився у відомому своїм аскетизмом віддаленому Крупицькому Микільському монастирі біля Батурина, де став ієромонахом.
Слава про молодого подвижника ширилася по Україні. З 1662 р. Феодосій — ігумен Онуфріївського монастиря під Корсунем, де тоді вимушено перебував київський митрополит Діонісій (Балабан). Митрополит був прихильником незалежності Української держави і Церкви, підтримував гетьмана Івана Виговського, тож після поразки цього гетьмана в україно-російській війні 1658—1659 pp. і загрози репресій з боку Москви вимушено покинув Київ, оселившись у Корсуні. Феодосій Углицький був свідком останніх днів митрополита.

### Ігумен Видубецького монастиря
З 1664 р. Феодосій — ігумен Видубицького монастиря у Києві. Дбаючи про розвиток постраждалого від Руїни монастиря, він заснував музичну школу і хор. Чимало посприяв розквіту монастиря, закріпив за ним надані свого часу на його прохання гетьманом Юрієм Хмельницьким землі в урочищах Калинівщина, Гнилещина й Лісняки.
Маючи впливові зв'язки (брат Семен Углицький 1666 року служив дяком при новгородському воєводі Ромодановському), клопотався у Москві про грошову допомогу для Видубицького монастиря. Але прихильність «сильних світу цього» передбачає наявність заздрісників. Незабаром Мефодій, єпископ Мстиславський і Оршанський, з групою високопоставленого російського духовенства звинуватили Феодосія в «переписке с изменниками». Але цар Олексій Михайлович їм не повірив, 17 листопада 1668 р. знявши з видубицького ігумена всі підозри і закріпивши своє рішення милостивою грамотою.
Ревносно обстоюючи політико-економічні інтереси Видубицького монастиря, Феодосій навіть потрапляв під тимчасову заборону священнослужіння.
Невдовзі Чернігівський та Новгород-Сіверський архієпископ Лазар Баранович, назначений місцеблюстителем київської митрополії, зробив Феодосія у 1678 р. своїм намісником, сам лишаючись у Чернігові. Так у руках видубицького ігумена опинилася фактична влада у митрополії.
У 1680 р. Св. Феодосій влаштував скит у одному з монастирських маєтків (нині — біля м. Мозир у Білорусі). У 1685 р. разом з ігуменом Вознесенського монастиря у Переяславі Єронімом (Дубиною) за дорученням гетьмана Івана Самойловича їздив до Патріарха Московського Йоакима (Савелова) у справі затвердження Гедеона (Святополк-Четвертинського) київським митрополитом. Одночасно там отримав дозвіл на приїзд у Москву ченців Видубицького монастиря для збору пожертв.
Долучився до зародження російської музичної культури — у 1685 р. відіслав до Москви півчих свого хору як «устроителей пения». Дбав про громадське життя і розвиток ремесел — грамотою від 10 лютого 1687 р. створив братство і ремісничий цех при церкві у містечку Літковичах, володінні Видубицького монастиря.

### Чернігівський період
У 1687 р. за пропозицією Лазаря Барановича, що вирішив завчасно подбати про спадкоємця, Феодосій Углицький став архімандритом Єлецького Успенського монастиря у Чернігові. Неподалік від Успенського собору Єлецького Успенського монастиря зберігся будинок Св. Феодосія — єдина на Лівобережній Україні житлова дерев'яна споруда XVII ст.
В роки управління Єлецькою обителлю Феодосій декілька разів висувався на високі духовні посади. У 1690 р., по смерті митрополита Гедеона, він — третій кандидат на кафедру Київської митрополії. Коли ж митрополитом став Варлаам, архімандрит Печерського монастиря, Феодосій пропонувався на місце печерського архимандрита.
11 вересня 1692 р. майже 90-літній Лазар Баранович фактично передав св. Феодосію справи, скликавши для обрання Феодосія Углицького єпископом Чернігівським представницький Собор за участю гетьмана Івана Мазепи. Після смерті свого духовного наставника (3 вересня 1693 р.) св. Феодосій став його повноправним наступником.
Прагнучи отримати стійкі позиції в нових умовах залежності української Церкви від російської, 27 липня 1692 р. Феодосій прибув до Москви. 11 вересня 1692 р. в присутності государів його урочисто введено до сану архієпископа в Успенському соборі Московського Кремля. Напрестольну грамоту вручено 28 вересня 1692 р. Св. Феодосій отримав право служіння в саккосі, що на той час було привілеєм винятково патріарха і митрополитів. Це було визнанням прав Чернігова як «першого між архієпископствами», а також величезного авторитету самого Феодосія.
У 1694 р. за благословінням Феодосія Углицького створено Любецький Антоніївський скит неподалік Любеча. В тому ж році ним освячено церкву Різдва Богородиці у Домницькому монастирі (де також встановлено вшанування чудотворної Домницькой ікони Божої Матері), а у 1695 р. — храм Богородиці на Болдинській горі.

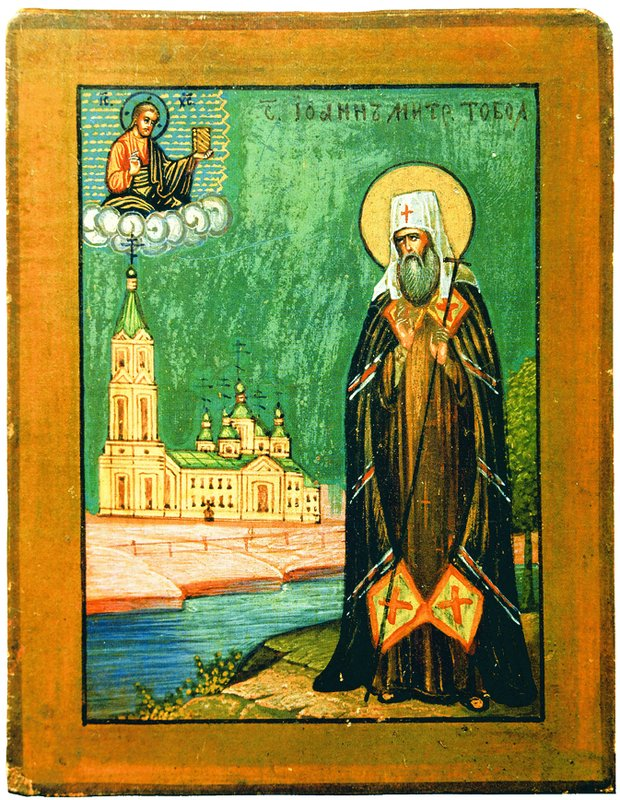
Св. Іоанн Тобольський (Максимович)

Відчуваючи наближення смерті, Св. Феодосій обрав своїм наступником намісника Свенського монастиря Іоанна (Максимовича) (майбутнього Святого Іоанна Тобольського), 1695 року поставивши його архімандритом Єлецького Успенського монастиря.
Упокоївся Феодосій 5 лютого 1696 р.

## Вшанування пам'яті
У місті Київ на вулиці Чорнобильській розташований Храм на честь святителя Феодосія Чернігівського.
У Чернігові існує вулиця Феодосія Углицького.

## Святий Феодосій Чернігівський

### Передісторія
Невдовзі після смерті Феодосія Углицького в православному середовищі поширюється вшанування місця його поховання, з'являються перші відомості про нетлінність його мощей. Протягом XVIII — XIX століть джерела фіксують ряд пов'язаних з ними випадків чудесних зцілень віруючих, зокрема:
- Спадкоємець Св. Феодосія по кафедрі архієпископ Св. Іоанн (Максимович), зцілившись від тяжкої недуги, вірив у поміч при цьому Святого. Святий з'являвся йому уві сні, закликаючи до ревного служіння. Св. Іоанн склав похвалу Св. Феодосію, а також тропар і кондак.

- У 1824 р. чернігівський купець Горбунов (колишній старообрядець) також вилікувався, пов'язуючи це з молитвою до Св. Феодосія. На знак подяки він замовив нову труну для мощей Святого. Коли мощі при перекладенні виявилися нетлінними, присутні при цьому старообрядці з Дону і Кубані, які традиційно не визнавали благодатності Православної Церкви після реформи патріарха Никона, повернулися в лоно православ'я.

### Канонізація
9 вересня 1896 p. відкрито нетлінні мощі Феодосія Углицького. Розглянувши свідчення під присягою про 49 пов'язаних з ними чудотворінь, у 1896 р. Священний синод Російської православної церкви причислив Феодосія до лику святих.

## Дні вшанування
Пам'ять св. Феодосія вшановується:
- 5 лютого — день упокоїння;
- 9 вересня — відкриття святих мощей.